# سحر الخشرمي

أطروحة الدكتوراه والمحفوظة في المكتبة البريطانية

سحر أحمد الخشرمي من قبيلة بني شهر العريقة، سعودية الجنسية، من مواليد مدينة الرياض، تحمل درجة استاذ دكتور في التربية الخاصة وتعمل في بجامعة الملك سعود بالرياض ، عضو مؤسس في جمعية التربية والتأهيل لمتلازمة داون في الرياض. وعضو مركز الكويت للتوحد. وعضو مؤسس في الجمعية الخليجية للإعاقة بالبحرين  وكاتبة أعلامية، ولها اهتمامات واسعة بذوي الاحتياجات الخاصة في العالم العربي. تحظى بمكانة عالمية مرموقة في محاربة السرقات العلمية، ولها وسم «#سرقوني» في تويتر.

## المؤهلات العلمية
- درجة الدكتوراه في التربية الخاصة، من جامعة نوتنغهام في بريطانيا، وعنوان رسالة الدكتوراه: (بالإنجليزية: Integration Of Children With Special Needs In Saudi Arabia)‏.[7]
- درجة الماجستير في التربية الخاصة، من الجامعة الأردنية وكان عنوان رسالة الماجستير: فاعلية الخطة التربوية الفردية في تدريس المهارات اللغوية للطلبة المعاقين عقليا
- درجة دبلوم الدراسات العليا في التربية الخاصة، من الجامعة الأردنية.
- درجة البكالوريوس في علم النفس، من الجامعة الأردنية.

## الأعمال الإدارية والمراتب العلمية
- أستاذ 1431هـ
- أستاذ مشارك 1424هـ
- أستاذ مساعد 1416هـ
- محاضرة 1409هـ
- وكيلة قسم التربية الخاصة من 1417هـ حتى 1418هـ
- مديرة مركز خدمات الاحتياجات الخاصة للطالبات [8]

## الإنتاج العلمي

كتاب العلاج التربوي والأسري لاضطراب ضعف الانتباه والنشاط الزائد- للدكتورة سحر الخشرمي

- دمج الأطفال ذوي الاحتياجات الخاصة في المدارس العادية - دراسة مسحية لبرامج الدمج في المملكة العربية السعودية - بحث مقبول للنشر بمجلة جامعة الملك سعود للعلوم التربوية والدراسات الإسلامية - العدد (16/2) - الرياض - تاريخ القبول للنشر 1423.
- البرامج التربوية الفردية لذوي الاحتياجات الخاصة: دراسة تقيميه لمراكز التربية الخاصة في مدينة الرياض - بحث مقبول للنشر بمجلة العلوم التربوية والنفسية - البحرين- 2003.
- العلاج التربوي لاضطراب الحركة والانتباة عند الأطفال في مرحلة المدرسة - بحث منشور بكتاب ندوة الاضطرابات السلوكية- جامعة الخليج العربي بالبحرين 1423هـ.
- دور المرأة التطوعي في مجال التربية الخاصة - دراسة مسحية بمدينة الرياض - بحث منشور بمركز البحوث - جامعة الملك سعود- الرياض - 1422.
- المدرسة للجميع- دمج الأطفال ذوي الاحتياجات الخاصة في المدارس العادية - كتاب مقرر في قسم التربية الخاصة.
- العلاج التربوي والأسري لاضطراب ضعف الانتباه والنشاط الزائد - كتاب منشور 1425
- دراسة تقنين مقياس تشخيص أعراض اضطراب ضعف الانتباه والنشاط الزائد - بحث منشور بمجلة الأكاديمية العربية للتربية الخاصة بدعم من مؤسسة سلطان بن عبد العزيز آل سعود الخيرية - 1427.
- فعالية طريقة العد في خفض أعراض ضعف الانتباه والنشاط الزائد - دراسة منشورة بمجلة الأكاديمية العربية للتربية الخاصة.
- العلاقة بين ضعف الانتباه والنشاط الزائد وصعوبات التعلم (دراسة تحليلية)منشورة في كتاب مؤتمر التربية الخاصة بين الواقع والمأمول جامعة بنها جمهورية مصر العربية.
- التغطية الصحفية العربية لقضايا الإعاقة (اليوم العالمي للإعاقة نموذجا).

## المشاركة في المؤتمرات والندوات

### المؤتمرات
شاركت في كثير من المؤتمرات ومنها:
- المؤتمر الثاني للتأهيل والإعاقة - دبي - 1418- حضور.
- المؤتمر الدولي الثاني للإعاقة والتأهيل - الرياض - 1421 - مشاركة بحث.
- المؤتمر الأول للإعاقات النمائية - جدة - 1424 - حضور.
- مؤتمر تطوير وتوحيد خط برايل العربي - 1423 - الرياض - حضور.
- المؤتمر العالمي الثامن لاتحاد هيئات رعاية الفئات الخاصة والمعوقين - القاهرة - 1423 - مشاركة ببحث.
- مؤتمر اضطراب ضعف الانتباه والنشاط الزائد 1424 - مستشفى الملك فيصل التخصصي - مشاركة ومنظمة
- مؤتمر التربية الخاصة بين الواقع والمأمول - االأردن - 1425مشاركة
- مؤتمر صعوبات التعلم - الرياض حضور- 1427
- مؤتمر التربية الخاصة الواقع والمأمول - بنها بمصر- مشاركة -1428هـ

### الندوات
- ندوة تطوير المعلم الجامعي -الرياض - مشاركة.
- ندوة صعوبات التعلم - الرياض - 1417 - مشاركة.
- ندوة تأهيل المعاقين سمعيأ - الرياض - 1420 - حضور
- ندوة الاكتشاف المبكر والوقاية من الإعاقة - الرياض -1420- رئاسة حلقة عمل.
- ندوة الإرشاد النفسي والمهني لذوي الاحتياجات الخاصة - سلطنة عمان - 1420 - حضور.
- ندوة طيف التوحد - الرياض - 1421 - مشاركة بورشة عمل.
- ندوة الإعاقات النمائية - البحرين - 1421 - حضور.
- ندوة التشخيص الطبي والتقييم النفسي والتربوي لذوي الاحتياجات الخاصة- المنطقة الشرقية-1422- مشاركة بحث.
- ندوة اضطراب الحركة والانتباه - الرياض -1422 - مشاركة ومنظمة ورئيسة اللجنة العلمية.
- ندوة التواصل مع ذوي الاحتياجات الخاصة- جدة - 1424 - مشاركة ورقة عمل.
- ندوة التوحد بمستشفى الحرس الوطني - الرياض-1424- حضور.
- ندوة التوحد بمركز والدة الأمير فيصل بن فهد - الرياض -1421- حضور.
- ندوة المعاقين المتفوقين - الرياض -1423- حضور.
- ندوة البحث العلمي في خدمة المعاقين -الرياض -1420 - حضور.
- ندوة الإعلام والإعاقة - البحرين - مشاركة-1427

### ورش العمل
- ورشة عمل البرنامج التربوي الفردي والتدخل المبكر- الرياض -1421 - 1422- 1423- 1424 - مشاركة.
- ورشة عمل مهارات التعبير عن الذات - الرياض - 1423 -حضور.
- ورشة عمل التدخل المبكر مع الطفل التوحدي - الرياض - 1423 - حضور.
- ورشة عمل تنظيم البيئة الصفية للطفل التوحدي - الرياض - 1423مشاركة.
- ورشة عمل التواصل مع الطفل التوحدي- الرياض -1424 - حضور.
- ورشة عمل مشكلات الأطفال السلوكية - الرياض - 1424 - حضور.
- ورشة عمل أساسيات تربية الأبناء - الرياض - 1424 - حضور.
- ورشة عمل نظام الوحدات الدراسية - الرياض - 1424 - حضور.
- ورشة عمل الألعاب ا لتعليمية- الرياض - 1422 - حضور.
- ورشة عمل الإدارة الصفية-الرياض - 1422 - حضور.
- ورشة عمل التعامل مع الطفل التوحدي- دبي - مشاركة 1418.
- ورشة عمل تعليم القراءة للمعاقين عقليا - الرياض - حضور -1424.
- ورشة عمل طريقة العد - الرياض -1425
- ورشة عمل الإدارة الصفية - الفجيرة -1424
- ورشة عمل البرامج الفردية للطفل التوحدي - مشاركة- الشارقة -1425
- ورشة عمل طريقة العد - الشارقة- مشاركة- 1426
- ورشة عمل الإدارة الصفية - مشاركة- الدمام- 1425
- ورشة عمل طريقة العد- الدمام- مشاركة - 1425
- ورشة عمل طريقة العد - الجامعة الأردنية - مشاركة 1425

## الجمعيات العلمية
- عضو مؤسس في جمعية التربية والتأهيل لمتلازمة داون - الرياض.
- عضو مركز الكويت للتوحد.
- عضو مؤسس في الجمعية الخليجية للإعاقة- البحرين.

## نشاطات وإسهامات أخرى

### اللجان
- عضو لجنة قضايا ومشكلات الإعاقة - مركز الأمير سلمان -الرياض - 1420 - 1421.
- عضو لجنة إعداد النظام الوطني للمعاقين - مركز الأمير سلمان - الرياض - 1421 .
- عضو لجنة إعداد برنامج دبلوم التربية الخاصة بكلية التربية للبنات - الرياض -1418.
- عضو اللجنة النسائية لأسبوع الجامعة والمجتمع- 1420.
- عضو لجنة مقابلة المبتعثين لقسم التربية الخاصة بجامعة الخليج العربي - مؤسسة سلطان بن عبد العزيز الخيرية - الرياض - 1420_ وحتى الآن.

### المجالس
- عضو هيئة تحرير مجلة أكاديمية التربية الخاصة - الرياض - 1423- حتى الآن.
- عضو الهيئة الاستشارية بمجلة بريد المعلم - الرياض -1424.

### خدمة الجامعة والمجتمع
- المشاركة بمحاضرات بمركز خدمة المجتمع - الرياض - 1422.
- محاضرة حول الدمج بمهرجان عسير - أبها- 1418.
- تنظيم السوق الخيري الأول بقسم التربية الخاصة ولصالح الأطفال المعاقين 1418
- تنظيم الحفل الترفيهي بقسم التربية الخاصة للأطفال المعاقين 1418.
- تنظيم الحفل الترفيهي لأطفال دور الحضانة الاجتماعية 1417.
- تنظيم المعرض التوعوي للدمج بإحدى عشر مدرسة من مدارس التعليم العام1422/1423. .
- تنظيم عرض السبورة التفاعلية بجامعة الملك سعود - 1427
- تنظيم ومشاركة في لقاء اضطراب ضعف الانتباه والنشاط الزائد - 1427
- تقديم ورشة عمل طريقة العد بجامعة الملك سعود - 1427

### الإستشارات
- مستشار غير متفرغ بوزارة العمل والشئون الاجتماعية - 1422
- مستشار غير متفرغ بالرئاسة العامة لتعليم البنات - 1423.
- مستشار غير متفرغ بوزارة التعليم العالي 1424- حتى الآن.

### الاشراف
- مشرفة على برامج الدمج برياض جامعة الملك سعود 1410- 1418
- مشرفة على برامج الدمج بمدارس المدرسة الأهلية - 1420هـ - 1425
- مشرفة على قسم التدخل المبكر بأكاديمية التربية الخاصة - 1422- 1424.
- مشرفة أكاديمية على وحدة الفئات الخاصة بجامعة الملك سعود 9/1428

### التدريس
- تقوم بتدريس 16 مقرر في قسم التربية الخاصة منذ تاريخ التحاقها بالعمل.

## المقالات الصحفية
للدكتورة سحر أهتمامات أعلامية ومع انها مقلة في كتاباتها الصحافية الا ان كتاباتها عادة ماتلامس توجهات المجتمع وبالاخص المراة، وتنشر مقالاتها في جريدة الجزيرة السعودية، صحيفة الشرق (السعودية) وكذلك مجلة صوت الجامعة التي تصدر عن جامعة الملك سعود، ومن بعض مقالاتها التي نشرت في صحيفة الحزيرة:
- أكاديميون يمتهنون السرقات العلمية
- الدعارة الإلكترونية
- كتابة العدل و «شاهد ما شفش حاجة»
- أديبات سعوديات تخطين حدود الأدب
- زوجي العزيز أنت خائن
- مع نفسك...الأشياءات...وماذا بعد يا عرب؟
- مثنى وثلاث ورباع.. ولكن
- عفواً أكتافي في إجازة
- أنثى حتى إشعار آخر
- صور المرأة المشوهة في الكاريكاتير السعودي
- ما بعد الثقة
- الإعاقة في خلافات القرني والعضيدان
- الاحتياجات الخاصة والتعليم العالي [10]
- رفقاً بيوم الخميس أيها الآباء! [11]
- انسيه كما ينسى الرجال
- رغماً عني
- الموظفات المخلصات
- فيه إجازة؟؟
- اضطراب الخرفنة والخرفان
- رجال هذا العصر والاختبار الصعب
- زوجات مع وقف التنفيذ -صحيفة الشرق

## وصلات خارجية
1. مقالات سحر الخشرمي - صحيفة الحزيرة
2. مقالات سحر الخشرمي - ufollow